# Vellinge Koncern
Vellinge Koncern AB är ett svenskt förvaltningsbolag som agerar moderbolag för de verksamheter som Vellinge kommun har valt att driva i aktiebolagsform. Bolaget ägs helt av kommunen.

## Bolag
Källa: 
- Vellinge kommunlokal AB
- Vellinge stadsnät AB
- Vellingebostäder AB